# Église Saint-Pierre-et-Saint-Paul de Pointe-à-Pitre
Pour les articles homonymes, voir Église Saint-Pierre-et-Saint-Paul.
L'église Saint-Pierre-et-Saint-Paul de Pointe-à-Pitre est une église catholique située place Gourbeyre à Pointe-à-Pitre en Guadeloupe. Bien qu'elle n'ait jamais été consacrée, l'église est dans le langage courant appelée localement « cathédrale ». En 1978, l'édifice est classé aux monuments historiques et bénéficie en 2021 de l'édition annuelle du Loto du patrimoine comme site prioritaire.

## Historique
Les travaux d'érection d'une nouvelle l'église — l'ancienne ayant été détruite par Victor Hugues en 1794 — débutent le 22 septembre 1807 et se poursuivent jusqu'en 1810 où ils sont interrompus par la prise de l'île par les Britanniques. Repris sur de nouveaux plans dessinés par l'architecte Nassau en 1814, l'édifice est terminé le 1er décembre 1817. Elle est fortement endommagée par le tremblement de terre de 1843 nécessitant de lourds travaux menés par l'architecte Alexandre Petit, venu de métropole, et l'inspecteur des travaux publics Auguste de Prémonville. Initiés en 1847, ils s'étendent jusqu'en 1853. En raison de problèmes de conception du toit, une profonde restructuration est décidée vers 1865 et confiée à l'architecte Charles Trouillé qui propose une structure de charpente métallique réalisée par l'entreprise Joly à Argenteuil, en métropole (en même temps que sont conçues les structures du marché central de Pointe-à-Pitre,). Ils sont finis en 1876 et l'église se voit adjointe un clocher, également réalisé par la maison Joly.
L'édifice est classé au titre des monuments historiques en 1978.
En 2019, une commission de sécurité préconise la fermeture de l'édifice en raison de l'absence de travaux effectués (et pourtant demandés depuis 2012) pour mettre l'édifice en conformité avec les règles incendie notamment. La réparation de la toiture et une nouvelle installation électrique ont été réalisées pour une première tranche de travaux – pour un coût de 600 000 euros financés par l'État et la région – permettant la réouverture du bâtiment au public en août 2020.
Le 5 avril 2021, l'église est retenue dans la liste des sites emblématiques de l'édition annuelle du Loto du patrimoine pour bénéficier de financements de restauration, qui concernera prioritairement la toiture.

## Architecture et ornements

### Façade
La façade est construite sur le modèle de la Renaissance italienne. Des colonnes et des pilastres accompagnés d'arcs en plein cintre la divisent régulièrement. Les entablements sont surmontés par le fronton. L'accès à la nef centrale et aux nefs latérales se fait par trois portes. Trois hautes fenêtres illuminent la tribune où se situe l'orgue. Les volutes encadrant la partie supérieure ne sont pas d'origine Au-dessus de l'entablement se trouvaient quatre statues des évangélistes disposées par paires mais le tremblement de terre de 1897 abimant fortement la façade, elles sont, lors de la restauration, descendues au niveau du parvis.
La façade est ornée de six statues représentant saint Paul Pierre et saint Paul dans deux niches et les quatre évangélistes sur le parvis. Les deux apôtres ont été commandés à un statuaire nantais nommé Alexandre François Pellicci ou Pellissi en 1878.

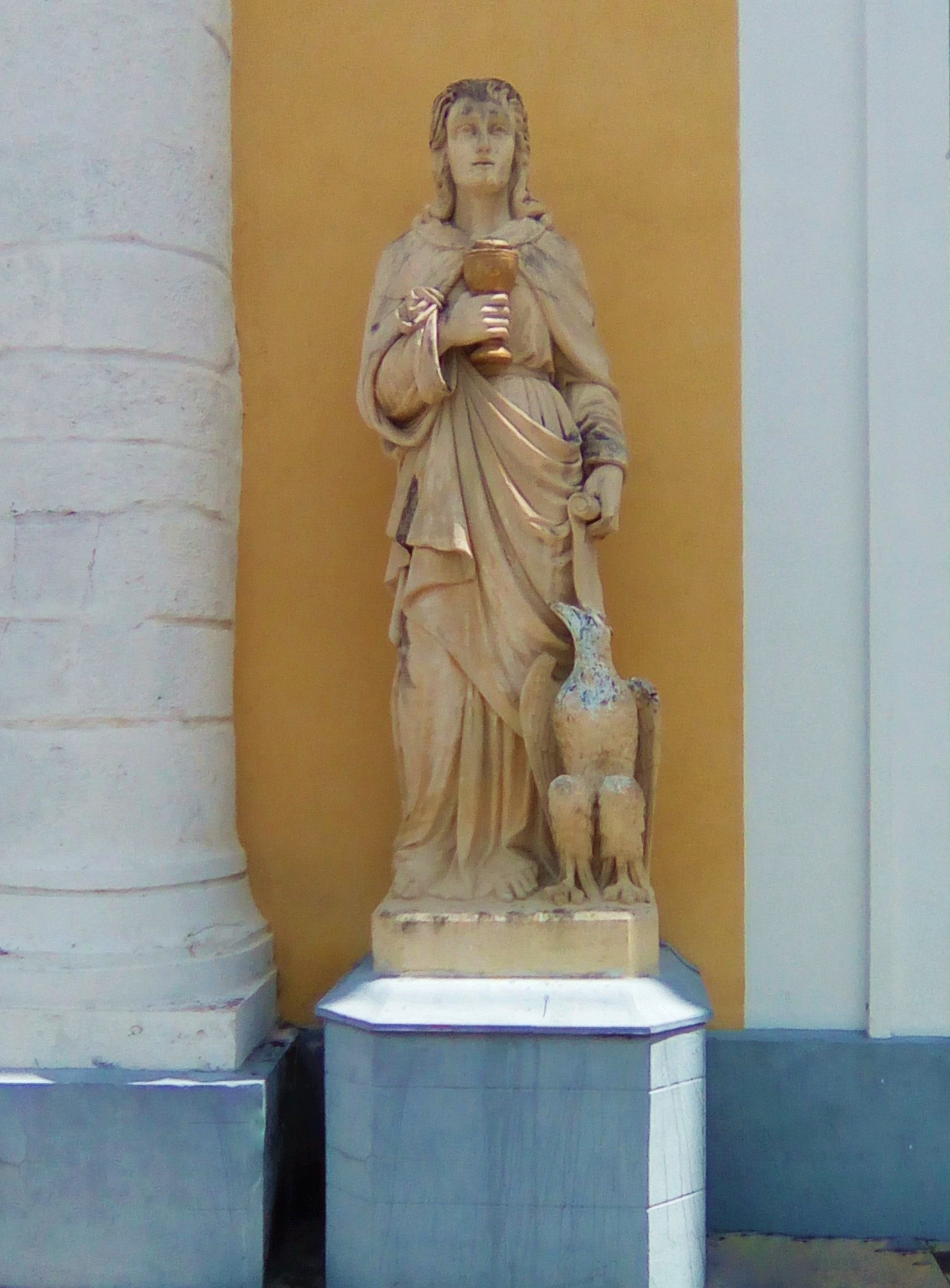
Évangéliste à l'aigle.
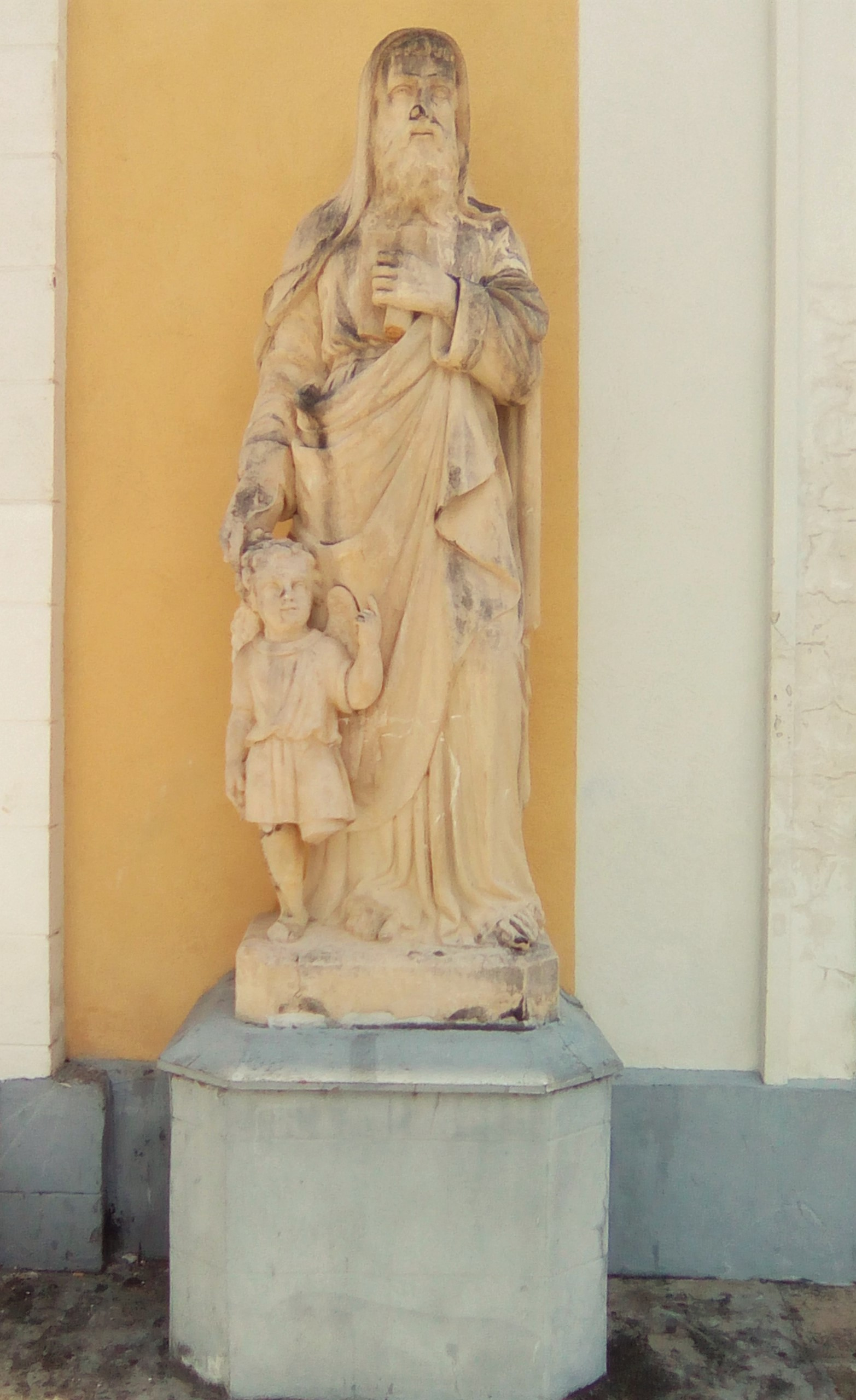
Évangéliste à l'Ange.
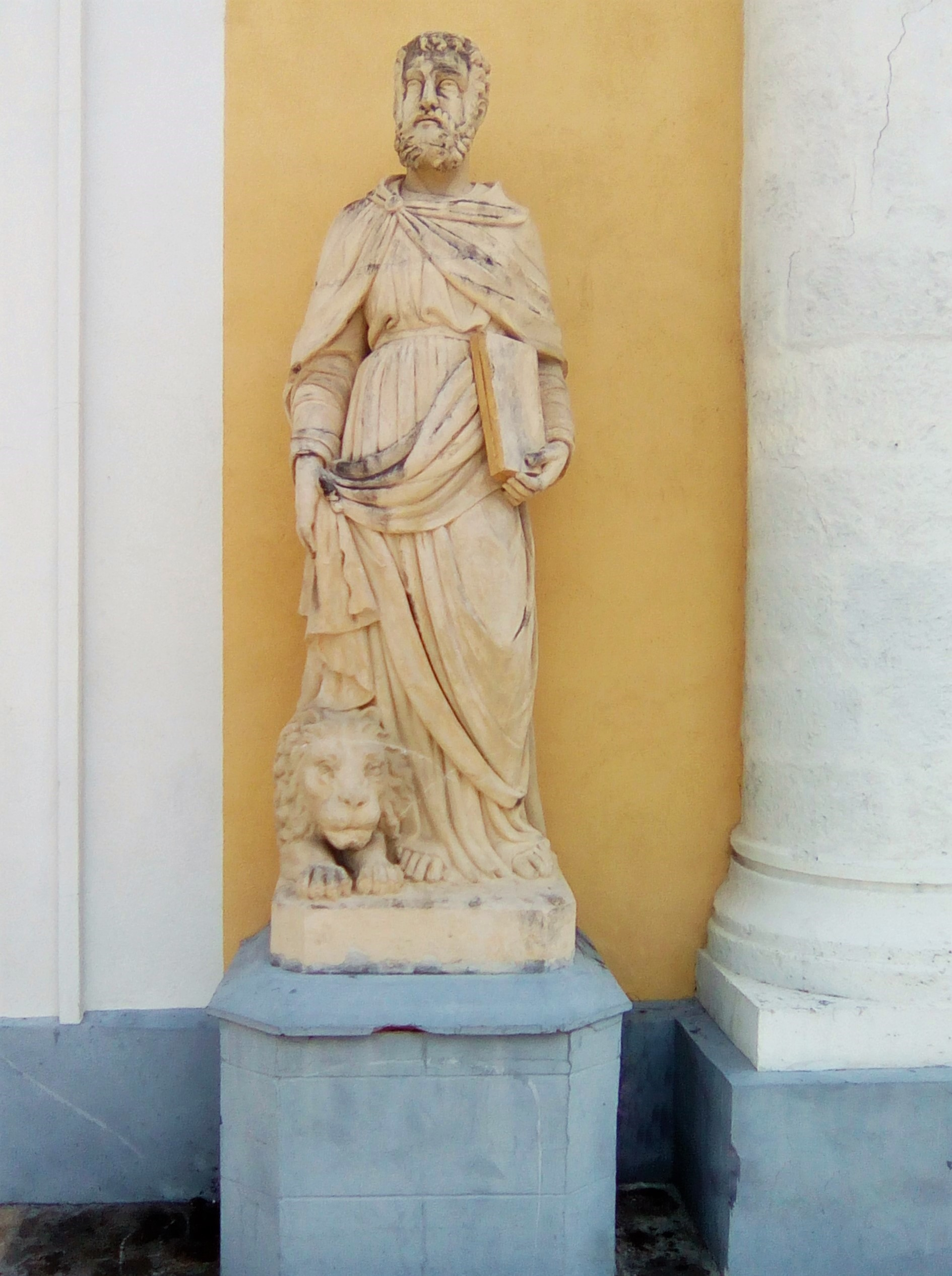
Évangéliste au lion.
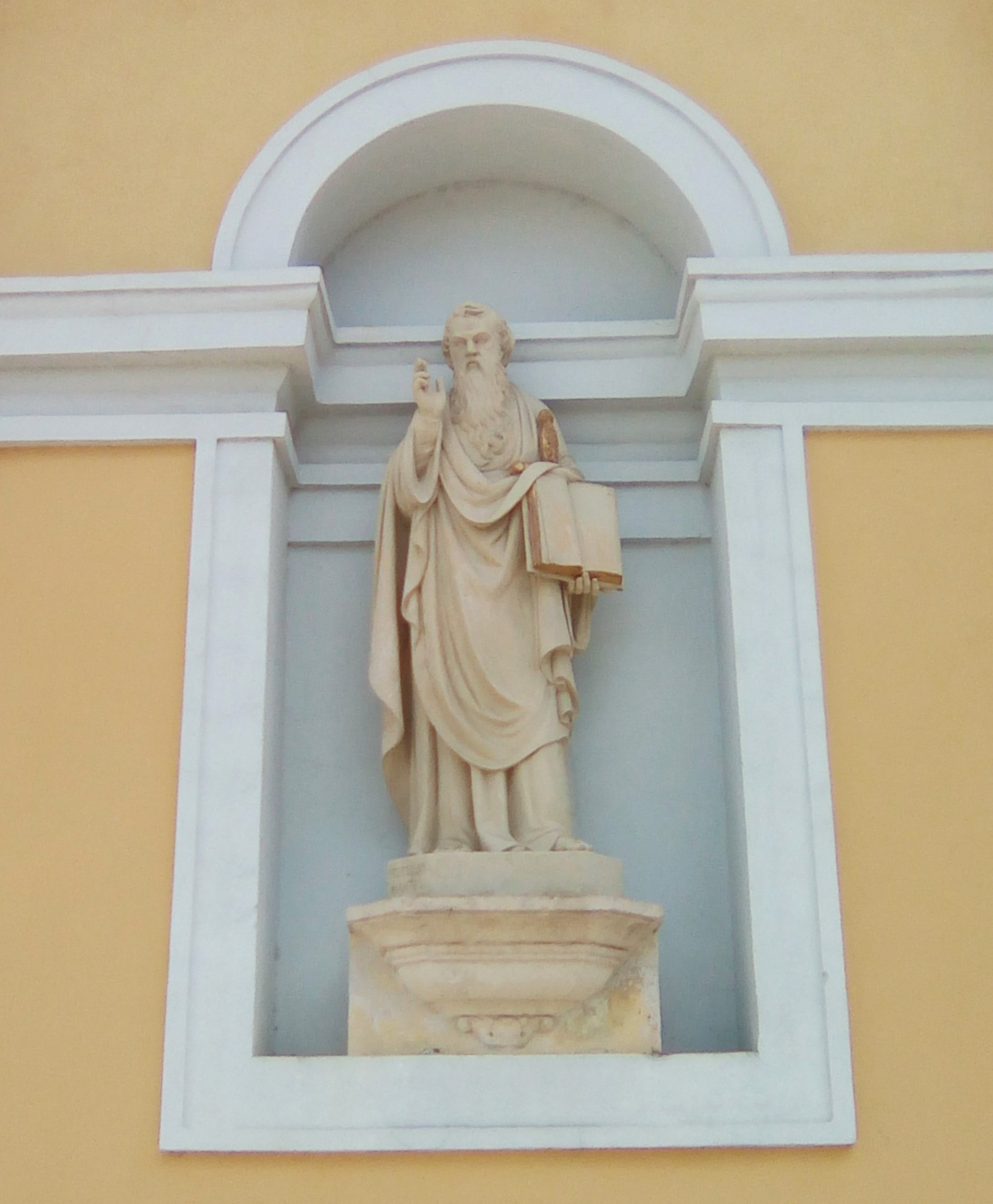
Saint Paul.
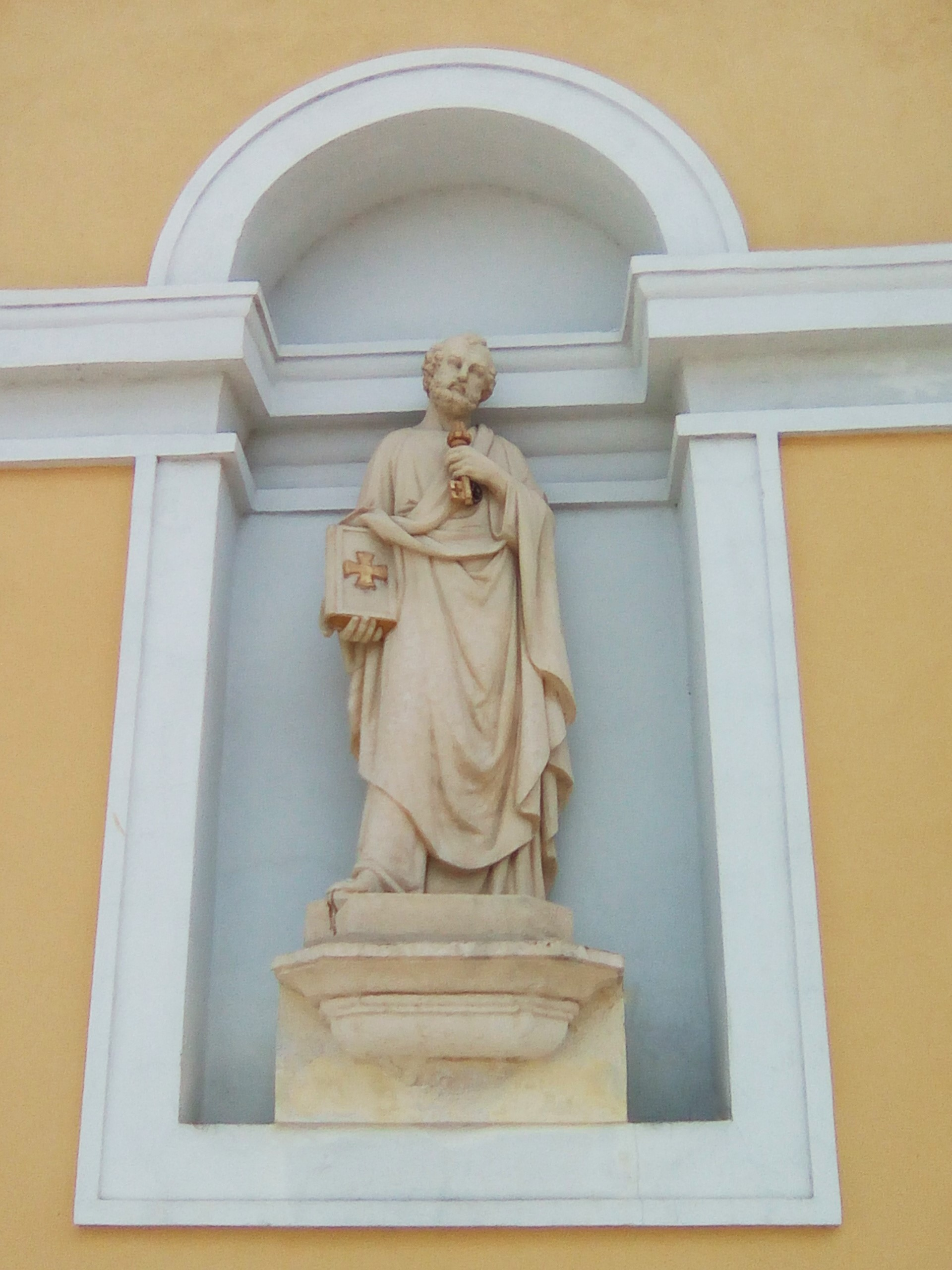
Saint Pierre.

### Ornementation et décors
Les plus anciens inventaires des ornements datent de la Restauration mais les décors les plus anciens sont détruits lors du tremblement de terre de 1843, par le séisme de 1897 et l'ouragan Okeechobee en 1928. Vers la fin du XIXe siècle, l'église compte cinq autels dédiés à Marie, saint Joseph, aux saints anges, au Sacré-Cœur et à saint Michel. Les tableaux dont un chemin de croix et les vitraux qui complétaient l'ornementation, ont tous disparus.

### Le clocher

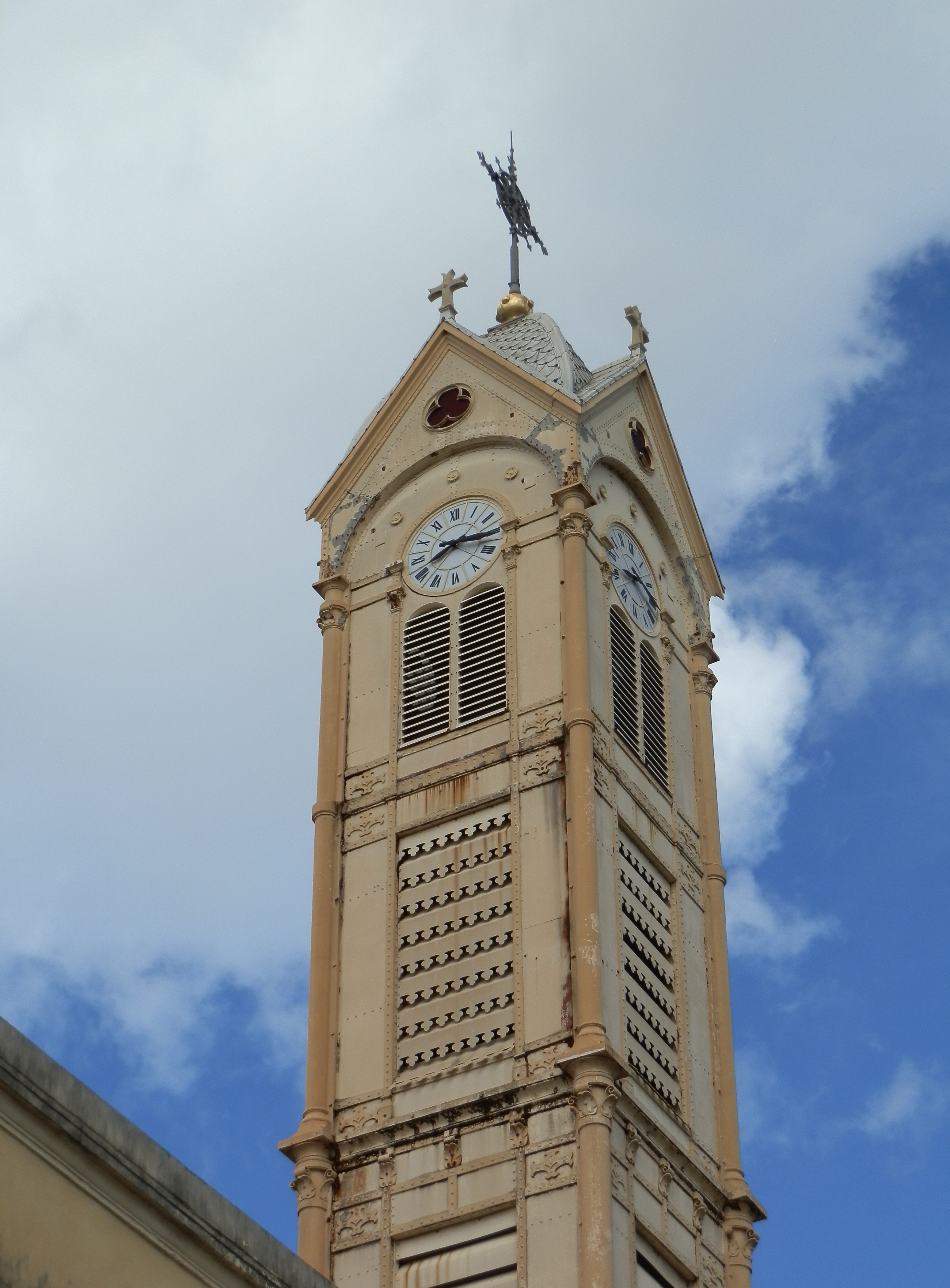
Le clocher.

Il est dessiné par Charles Trouillé et surmonte le chevet plat de l'église. Les travaux commencent en 1875, les matériaux étant fournis par la maison Joly et le clocher est terminé en 1877. Entièrement métallique, il mesure 35 m et renferme trois cloches dont deux ont été livrées en 1880. Des piliers décorés de motifs floraux se répétant de manière régulière au niveau des entablements, soulignent les angles.

### La structure métallique

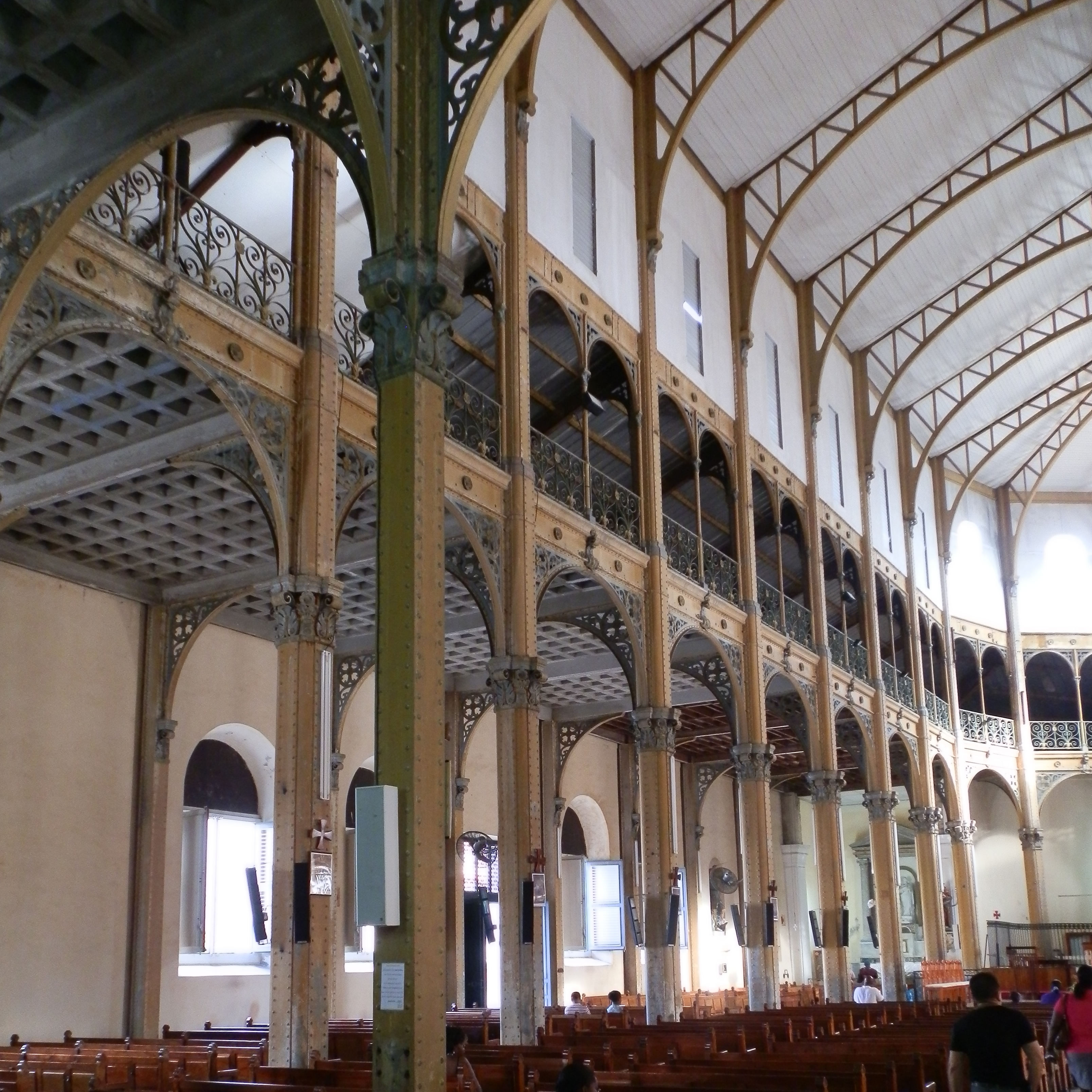
La structure métallique.

A la suite de la menace de l'effondrement des colonnes en bois de la nef, l'église est fermée en 1867. Charles Trouillé envisage de remplacer les colonnes et les murs supérieurs de la nef par une charpente en fer. La maison Joly d'Argenteuil obtient le marché mais la guerre de 1870 et la Commune de Paris, retarde la confection des structures. La construction est enfin achevée en 1873. Il s'agit d'une structure intégralement apparente. Les piliers de la nef sont en fonte et sont ornés de chapiteaux. Ils supportent l'ensemble de l'ossature. Celle-ci est indépendante de l'ancienne maçonnerie. Les colonnes de métal longent les murs latéraux. Les fermes cintrées de la toiture sont apparentes mais à l'origine la voûte de la nef centrale était couverte d'un décor en plâtre représentant des nervures de style néogothique.

### L'Orgue
L'orgue est placé sur la tribune au-dessus de l'entrée. Le premier orgue est construit par Cavaillé-Coll en 1856. Henri Didier, en 1888, le relève et l'augmente, mais le cyclone Okeechobee en 1928 le détruit. La manufacture vosgienne de grandes orgues de Frédéric Haerpfer est chargé du nouvel orgue qui est inauguré en 1934. La maison Roethinger de Strasbourg le répare en 1953 mais il tombe progressivement à l'abandon. Il est finalement remplacé par un orgue à traction mécanique des établissements Laval-Thivolle qui est inauguré le 19 avril 1981.

### Le Maître autel

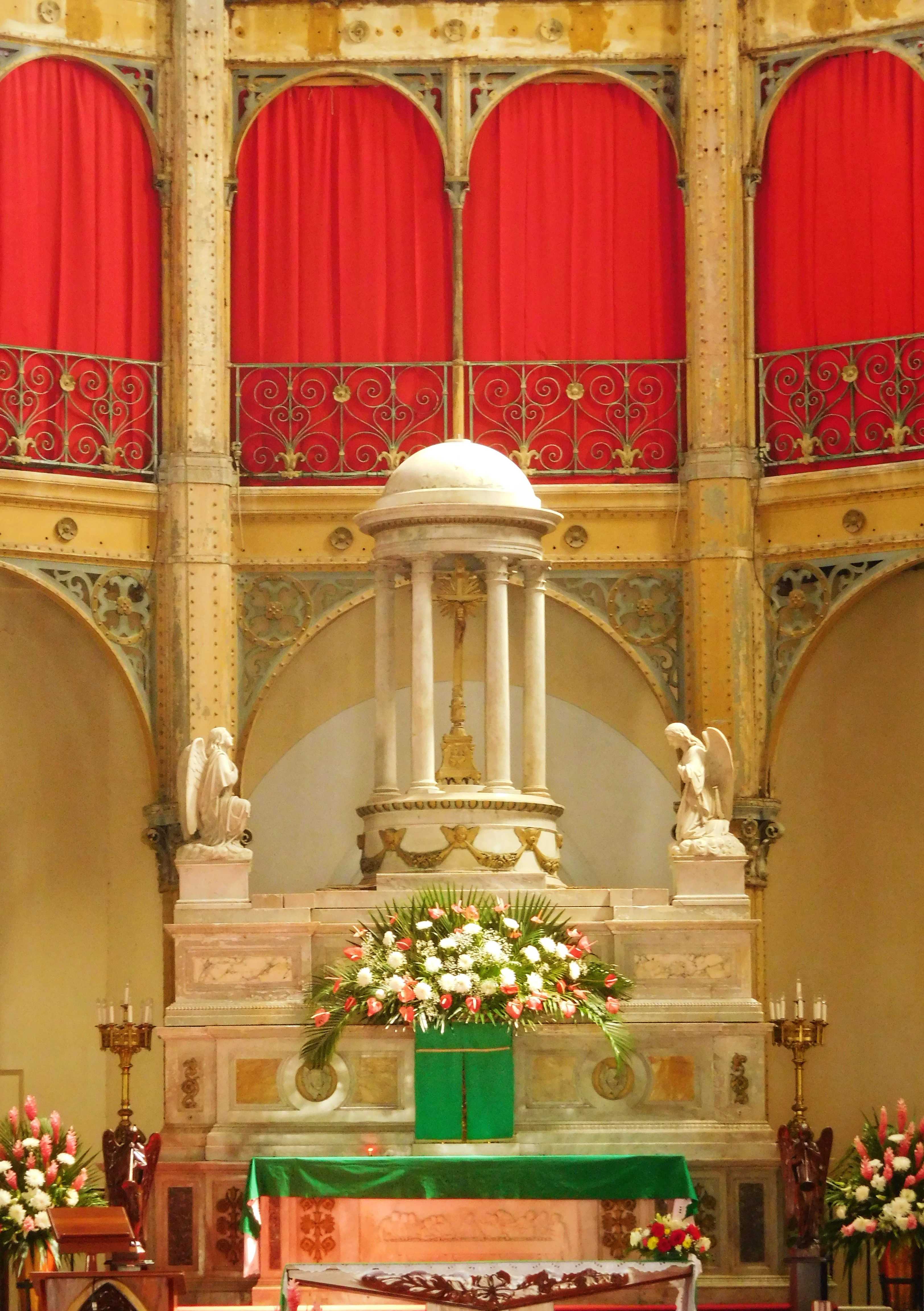
Le Maître autel.

Commandé au marbrier Bellami à Carrare le maître autel date de 1872. A gradins, il est composé de blocs de marbre polychrome. La table d'autel est ornée d'un bas-relief représentant la Cène. Le tabernacle est situé dans la partie médiane et est encadré de têtes d'angelots. Au-dessus de la table se trouve un édicule de temple circulaire qui protège la croix d'autel. Le dôme est soutenu par six colonnes qui repose sur un socle arrondi décoré d'une frise d'angelots qui retiennent des guirlandes de fleurs. Deux anges adorateurs en marbre encadrent l'ensemble.

### La Chapelle de la Vierge
Offert à l'église en 1872 par souscription publique, la chapelle de la Vierge est fournie par le marbrier Bellami. Elle se compose d'une table d'autel en marbre blanc portant quatre consoles. Dans la partie centrale est un monogramme marial en laiton. Chaque côté présente un panneau de marbre vert orné d'une rose et d'un lys. Des pilastres adossés au mur sont précédés par quatre colonnes. La statue de la Vierge, en marbre blanc, est abritée sous une niche surmontée d'un décor représentant deux angelots tenant une couronne. Elle date de 1873. Déhanchée légèrement, son pied gauche est sur un nuage et elle porte l'enfant Jésus de la main gauche.

### La Chapelle de Saint-Joseph

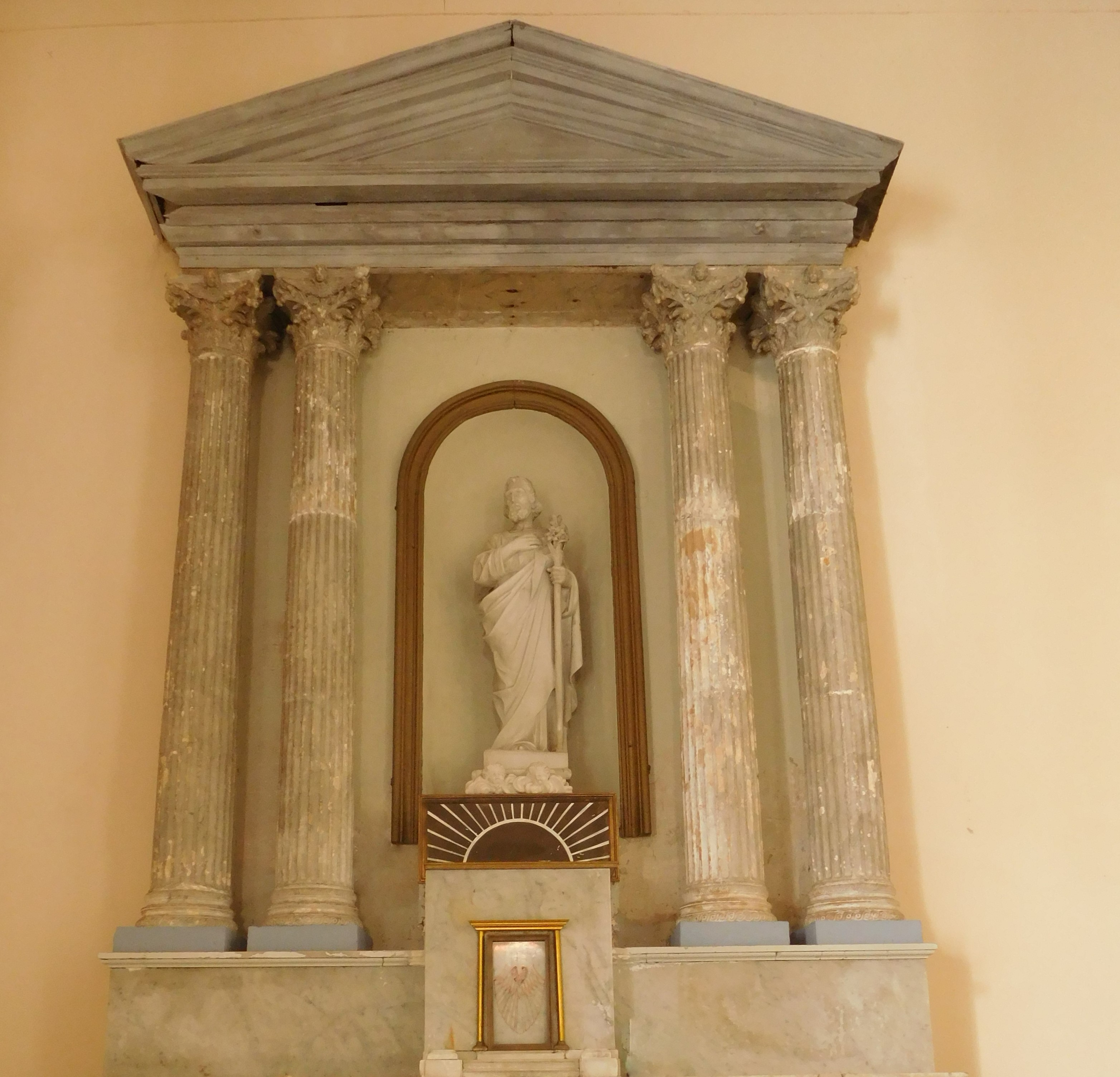
La chapelle de saint-Joseph.

Commandé en 1872 au marbrier Bellami, elle est construite vers 1877. Elle comporte une table en forme de tombeau antique aux parois galbées de marbre vert, décorée de deux consoles en marbre blanc qui se terminent en pattes de lion. Le retable est composé de quatre colonnes cannelées couronnées de chapiteaux de style corinthien supportant le fronton. La statue de saint Joseph est en marbre blanc et se situe dans une niche. Saint Joseph tient sa main droite sur le cœur et porte de la gauche un bâton dont le bout est un lys.

### Le bénitier
Il est commandé à Carrare au marbrier Bellami lors de la vaste campagne de travaux de rénovation qui s'étend de 1867 à 1876. Il est en marbre blanc et se trouve dans le prolongement de l'entrée du chevet. Il est composé d'un tronc formant une colonne cannelée dont la base est en feuilles d'acanthe. La vasque est ornée de guirlandes que des nœuds relient.

### Les fonts baptismaux
Ils sont à l'origine placés près de la chapelle de saint Joseph puis sont déplacés à l'entrée de la nef tels que le veulent les textes liturgiques. Les fonts baptismaux sont en marbre blanc. Le bassin est de forme ovale et est creusé dans un bloc carré. Un pied le soutient et il est cantonné de quatre colonnes décorées. L'extérieur est orné de motifs floraux. Une inscription en latin occupe les quatre faces de la cuve. L'ensemble est posé sur un socle carré en marbre veiné rouge.

### Les statues polychromes
Les autels et les bas-côtés sont ornés de quatre statues en plâtre polychrome. Dans des niches, les statues du Sacré-Cœur et de saint Michel étaient autrefois placés sur deux autels distincts en marbre dédiés l'un au Sacré-Cœur de l'enfant Jésus, l'autre aux Saint Anges. Ce dernier a disparu. Les deux autres statues représentent saint Antoine et sainte Thérèse mais ne sont que des productions en séries de fabricants du XIXe siècle.

### L'ostensoir
L'ostensoir solaire est en argent. Il mesure 90 cm et a été réalisé en 1821 par l'orfèvre Antoine-Louis Joseph Loque comme en témoigne le poinçon. Offert par un membre de la famille de négociant Picou en 1826, famille qui a aussi donné le terrain où est établi le presbytère, l'ostensoir porte une inscription sur le socle qui rappelle la donation. Entourant la lunule, la gloire est rehaussée d'une nuée avec des têtes d'angelots. Le pied est de facture néoclassique et est orné d'un Agneau mystique dont la base repose sur des griffes de lion.

### La Paramentique
La collection est importante et hétérogène. Si certaines pièces sont classiques, se remarquent une chasuble en soie noire représentant des anges portant la sainte Croix sur la face pectorale ; un ensemble d'ornements dorés ; une dalmatique en soie dorée et broderie à relief et fil dorés ainsi qu'une pente de dais au décor floral sur fond d'or.